# 포보 해협

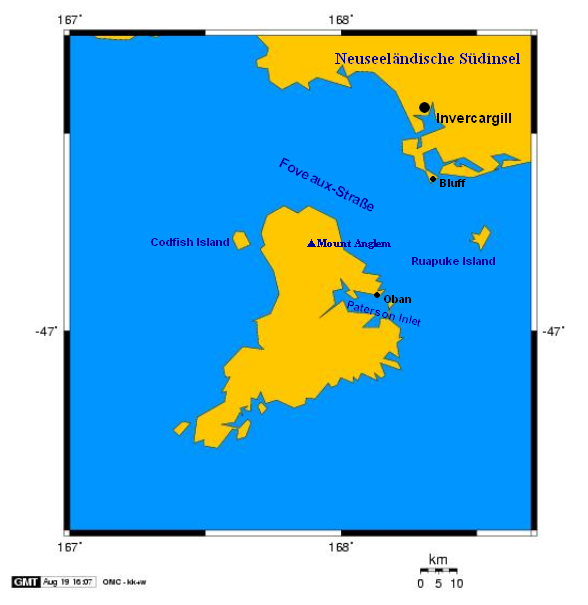
포보 해협의 위치

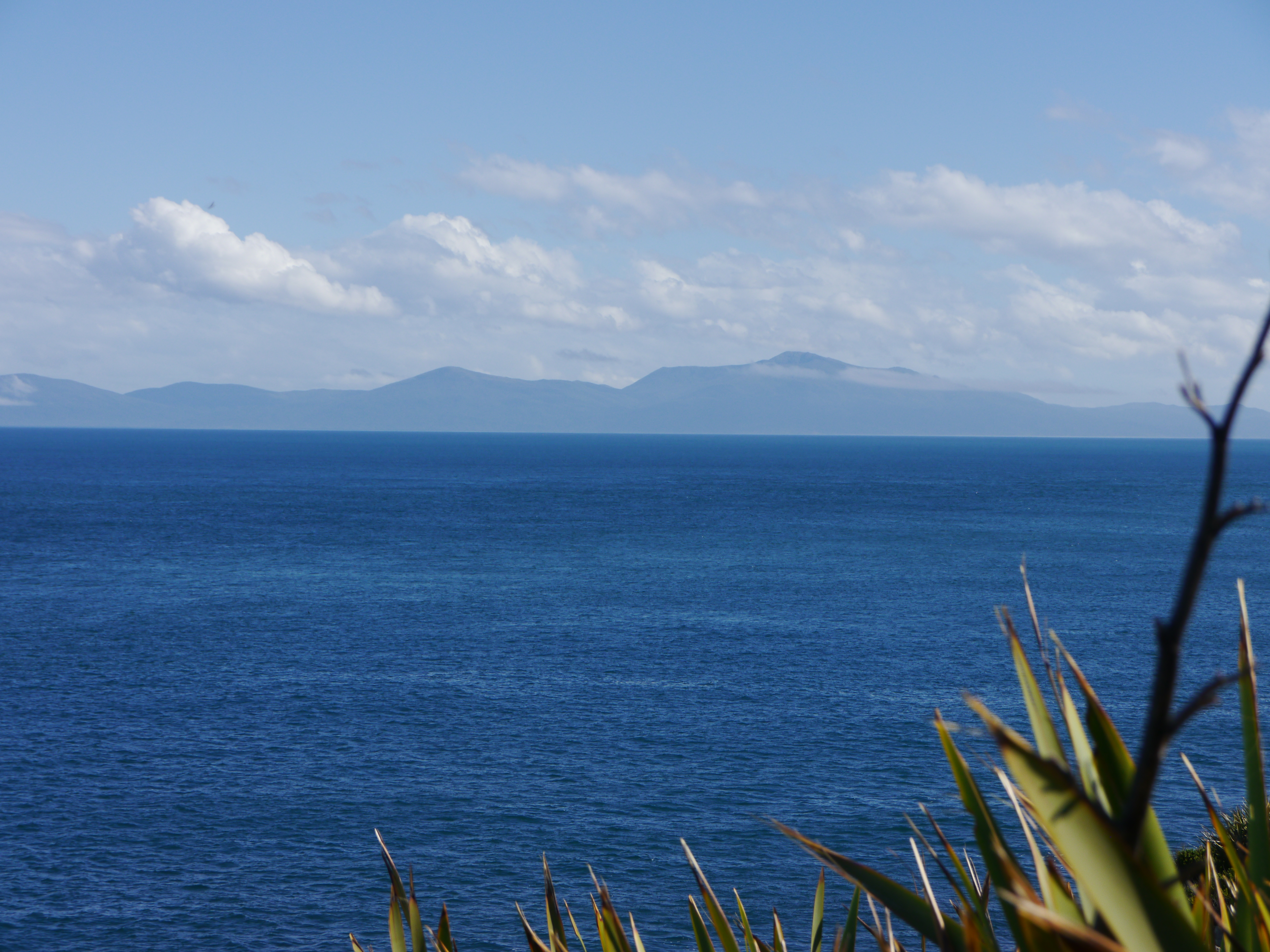
블러프 힐에서 본 포보해협

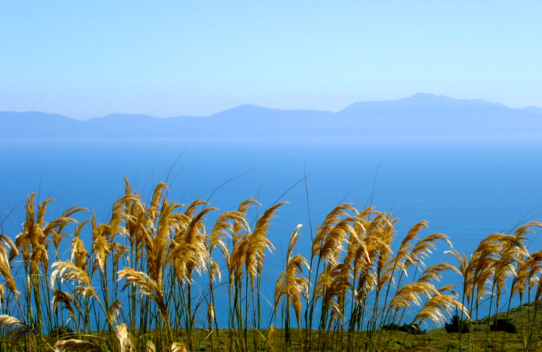
블러프 힐에서 본 라키우라와 포보해협

포보 해협(Foveaux Strait)은 스튜어트섬과 뉴질랜드 남섬을 나누는 바다로 뉴질랜드 남섬 끝에 위치한다. 세 개의 큰 만이 있으며, 아에와에 만, 오레티 해변과 토에토에스 만은 만의 북쪽 해안의 따라 위치하고 있으며, 블러프 타운과 블러프 항이 있다.

## 개요
그 해협을 건너면, 솔란드 제도, 스튜어트섬 그리고 루아푸케섬이 있다. 이 해협은 루아푸케섬에서 리틀솔란더섬까지 길이 약 130km로 루아푸케섬에서 14km에서, 테와에와에만까지 50 km 너비에 이른다. 깊이는 동쪽에서 서쪽으로 약 20m에서 120m 사이이다.

## 역사
이 해협은 뉴질랜드 대륙판 지역에 있으며, 플라이스토세 기에는 건조한 땅이었다.
쿡 선장은 1770년 3월 남섬을 일주하는 동안 포보 해협의 입구를 보았지만, 스튜어트섬이 본토에 붙어 있는 것이라고 착각했다. 그 해협의 유럽인 발견자는 오웬 폴거 스미스로 1804년 그것을 발견했다. 이 해협은 당시 뉴사우스웨일스주의 부총독이었던 요제프 포보(Joseph Foveaux)의 이름을 따서 지어졌다.
이 해협은 거칠고, 때로는 방심할 수 없는 파도가 친다. 2006년에는 블러프에서 돌아오는 저인망 어선이 침몰하여 6명이 사망했다. 지난 10년간 다른 6건의 사고가 이 해협에서 발생하여 8명의 생명을 앗아갔다. 존 폰 리우웬은 1963년 2월 7일 이 해협을 13시간 40분에 걸쳐서 헤엄쳐서 건넜다.

## 식생
포보 해협은 블러프 굴양식의 중심이고, 굴은 준설 보트에 의해 매년 3월에서 8월 사이에 수확이 된다. 굴양식은 1860년대 스튜어트섬에서 시작되어, 점차 만을 건너 1879년 더 큰 굴 자생지가 발견되어 이곳으로 확산되었다.